# جورنياميانوفتسي
جورنياميانوفتسي (بالبلغارية: Горни Дамяновци)‏ قرية تقع إدارياً ضمن تريافنا في بلغاريا. ويبلغ عدد سكانها 6 نسمة حسب تعداد 15 مارس 2015. تعتمد جورنياميانوفتسي للبريد على الرمز البريدي 5367 وللاتصالات على رمز الاتصال الهاتفي المحلي 06151.